# Technomyrmex schoutedeni
Technomyrmex schoutedeni é uma espécie de formiga do gênero Technomyrmex.